# Белов, Алексей Николаевич (Герой Социалистического Труда)
Алексей Николаевич Белов (1890 — 1980) — советский колхозный и государственный деятель. С 1954 года по 1962 год был депутатом Верховного Совета СССР 4-го и 5-го созывов. Участник Первой мировой войны и Гражданской войны в России. Председатель колхоза «Красный путиловец». Герой Социалистического Труда (1966).

## Биография
Родился в 1890 году в деревне Маслово (ныне Ржевский район, Тверская область) в бедной крестьянской семье. С детства был батраком у местного купца Еремеева. В подростковом возрасте ушёл в Москву, с целью заработка денег.
Был призван в армию, участвовал в Первой мировой войне, а позже и в Гражданской войне в России. В 1923 году вернулся в деревню Маслово, а после начала коллективизации активно включился в строительство деревни советского образца.
В связи с оккупацией немецкими войсками Ржевского района Алексей Белов был эвакуирован в город Кашин (ныне Кашинский район, Тверская область), где стал возглавлять колхоз «Красный путиловец». В последующие годы колхоз Алексея Белова добивается высоких производственных показателей по сдаче государству молока, мяса и зерна; так же в колхозе выращивался высококачественный лён.
В 1952 году Алексей Белов был делегатом на XIX съезде КПСС. С 1954 года по 1958 год был депутатом Верховного Совета СССР 4-го созыва, а с 1958 по 1962 год был депутатом депутатом Верховного Совета СССР 5-го созыва.
В октябре 1958 года колхоз «Красный путиловец» представлял колхозное крестьянство РСФСР на Всемирной выставке в Брюсселе. На выставке были представлены макеты хозяйственных строений и жилых домов, карта угодий и методы с последующими результатами хозяйствования. Алексей Белов лично присутствовал на выставке. Успехи колхоза «Красный путиловец» были отмечены медалями на Всесоюзной сельскохозяйственной выставки.
30 апреля 1966 года Алексею Николаевичу Белову указом Президиума Верховного Совета СССР «за успехи, достигнутые в увеличении производства и заготовок солнечника, льна, конопли, хмеля и других технических культур» было присвоено звание Героя Социалистического Труда, с награждением медалью «Серп и Молот» и орденом Ленина.
Затем Алексей Белов ушёл на пенсию. Проживал в Кашинском районе (ныне Тверская область). Скончался в 1980 году.

## Награды
Алексей Николаевич Белов был награждён следующими наградами:
- Медаль Серп и Молот (30 апреля 1966)
- 3 ордена Ленина (в том числе и 30 апреля 1966)
- Орден Трудового Красного Знамени
- ряд медалей;
- Знак «Во благо земли Тверской» (2013, посмертно)